# Clanga
Clanga – ponownie wyodrębniony z Aquila rodzaj ptaków z podrodziny jastrzębi (Accipitrinae) w rodzinie jastrzębiowatych (Accipitridae).

## Zasięg występowania
Rodzaj obejmuje gatunki występujące w Eurazji, poza sezonem lęgowym także w Afryce.

## Morfologia
Długość ciała 50–71 cm, rozpiętość skrzydeł 146–180 cm; masa ciała samic 1300–2500 g, samców 1000–1900 g.

## Systematyka

### Etymologia
- Clanga: gr. κλαγγος klangos „orzeł”[6].
- Aquiloides: rodzaj Aquila Brisson, 1760; gr. -οιδης -oidēs „przypominający”[7]. Gatunek typowy: Aquila clanga Pallas, 1811.

### Podział systematyczny
Wcześniej takson ten umieszczany był w rodzaju Aquila, lecz badania filogenetyczne wykazały, że jest bliżej spokrewniony z Lophaetus i Ictinaetus, z którymi tworzy klad. Część ujęć systematycznych umieszcza gatunki z tego rodzaju w Ictinaetus. Do rodzaju należą następujące gatunki:
- Clanga hastata (Lesson, 1831) – orlik hinduski – takson wyodrębniony ostatnio z C. pomarina[16][12][17]
- Clanga pomarina (C.L. Brehm, 1831) – orlik krzykliwy
- Clanga clanga (Pallas, 1811) – orlik grubodzioby